# Prática
Prática é a realização de uma teoria concreta; tudo o que se consegue realizar, executar, fazer; realização do que foi planejado; realização costumeira, cotidiana de algo.
Uma teoria só é considerada como tal se for provada pela prática, ou seja, não existe teoria sem prática. Einstein, quando formulou a teoria da relatividade, já tinha provado matematicamente esta teoria.
Não se pode confundir teoria com hipótese. Esta é uma suposição antes do teste prático e formulação final da teoria. Teoria também não é antítese, ou seja, a afirmação da tese pela sua negação. Por exemplo: "o céu é azul" (tese) e "o céu não é vermelho, ou verde, ou roxo" (antítese).
Diz-se que, ao realizar um feito temos que aplicar a teoria na prática. Por serem duas dimensões de um mesmo fenômeno e que frequentemente geram controvérsia entre o que é dito e o que é feito, é comumente dito que "na prática a teoria é outra".